# Rolf Meyer-Olden
Rolf Meyer-Olden (* 8. November 1937 in Oldenburg; † 15. Oktober 2024 in Bonn) war ein deutscher Diplomat. Er war von 2000 bis 2002 Botschafter in Katar und leitete als solcher die Botschaft Doha.

## Laufbahn
Meyer-Olden besuchte das Wirtschaftsgymnasium Oldenburg (damals „Wirtschaftsoberschule der Stadt Oldenburg“). Im Schuljahr 1955/56 nahm er an einem Austauschprogramm teil und verbrachte ein Jahr bei einer Gastfamilie in Nebraska, Vereinigte Staaten. Die Abiturprüfung bestand er am 21. Februar 1957.
Er nahm ab 1. Juni 1959 an der Ausbildung für den gehobenen Dienst im Auswärtigen Amt teil. Während seiner Ausbildung machte er ein Praktikum am Generalkonsulat Marseille. Nach der Laufbahnprüfung erfolgte seine erste Auslandsverwendung an der Botschaft Conakry, Guinea. Es schloss sich im Jahr 1965 eine Tätigkeit als Wirtschaftssachbearbeiter am damaligen Generalkonsulat Cleveland, Ohio (Vereinigte Staaten) an. Im Jahr 1970 wurde er als Leiter der Verwaltung (Kanzler) an die Botschaft Sanaa, Jemen, versetzt. Nach einer Tätigkeit als Rechts- und Konsular- sowie Pressesachbearbeiter an der Botschaft London ab 1973 trat er im Jahr 1975 den Dienst im Liegenschaftsreferat der Zentrale des Auswärtigen Amts in Bonn an.
Nach erfolgreicher Qualifikation für den Aufstieg absolvierte Meyer-Olden als Angehöriger des 33. Attaché-Lehrgangs den Vorbereitungsdienst für den Höheren Auswärtigen Dienst. Ab 1979 wurde er nach bestandener Laufbahnprüfung als Referent für Wissenschaft und Hochschulen in der Kulturabteilung des Auswärtigen Amts eingesetzt. Im Jahr 1981 erfolgte seine Versetzung als Pressereferent an das Generalkonsulat Boston, Vereinigte Staaten. Im Jahr 1985 wurde ihm, zurück in Bonn, die Leitung des Arbeitsstabs „Langfristige Baumaßnahmen“ übertragen.
Im Jahr 1990 wurde er als ständiger Vertreter des Leiters an das Generalkonsulat Sydney, Australien, versetzt und im Anschluss 1994 als Leiter an das damalige Generalkonsulat Manchester, Vereinigtes Königreich. Nach seiner Rückkehr in die Zentrale im Jahr 1997 übernahm Meyer-Olden die stellvertretende Leitung des Arbeitsstabs Humanitäre Hilfe. Sein letzter Posten war ab dem Jahr 2000 die Leitung der Botschaft Doha, Katar. Von dort aus trat er im Jahr 2002 in den Ruhestand.
Während seiner Standzeit im Inland war Meyer-Olden von 1986 bis 1988 ehrenamtlicher Vorsitzender des über 3000 Mitglieder zählenden Sozialwerks des Auswärtigen Amts.